# Kniphofia stricta
Kniphofia stricta är en grästrädsväxtart som beskrevs av Leslie Edward Wastell Codd. Kniphofia stricta ingår i Fackelliljesläktet som ingår i familjen grästrädsväxter. Inga underarter finns listade i Catalogue of Life.